# Jeanne Le Ber
Pour les articles homonymes, voir Le Ber.
Jeanne Le Ber (4 janvier 1662 - 3 octobre 1714) est une recluse canadienne.

## Biographie

### Naissance
Née à Montréal le 4 janvier, deuxième enfant de Jacques Le Ber, sieur de Saint-Paul, et de Jeanne Le Moyne. Jeanne est baptisée le même jour par Gabriel Souart, sulpicien. Paul de Chomedey de Maisonneuve lui sert de parrain et Jeanne Mance de marraine. Jeanne avait quatre frères : Louis, son aîné, Jacques, Jean-Vincent et Pierre. Son père était un riche négociant de la Nouvelle-France.

### Choix de la réclusion
Après ses études chez les Ursulines de Québec, de 1674 à 1677. Jeanne revient à Montréal. Ne se sentant appelée ni au mariage, malgré les partis brillants qui se présentaient, ni à la vie religieuse, elle opte pour une vie de recluse. La mort de son amie Marie Charly, entrée chez les Sœurs de la Congrégation de Notre-Dame de Montréal, semble l'avoir beaucoup fait réfléchir. Avec l'autorisation de son directeur, François de Séguenot, sulpicien, et celle de ses parents, elle se retire en réclusion dans une partie isolée de la maison paternelle. Elle est assistée de sa cousine Anne Barroy. Jeanne ne sort que pour participer à la messe quotidienne. Elle vit très pauvrement malgré sa fortune dont elle n'a pas eu l'autorisation de se départir. Cinq ans plus tard, son directeur ayant constaté sa maturité et sa détermination lui permet de faire vœu de chasteté et de réclusion. 

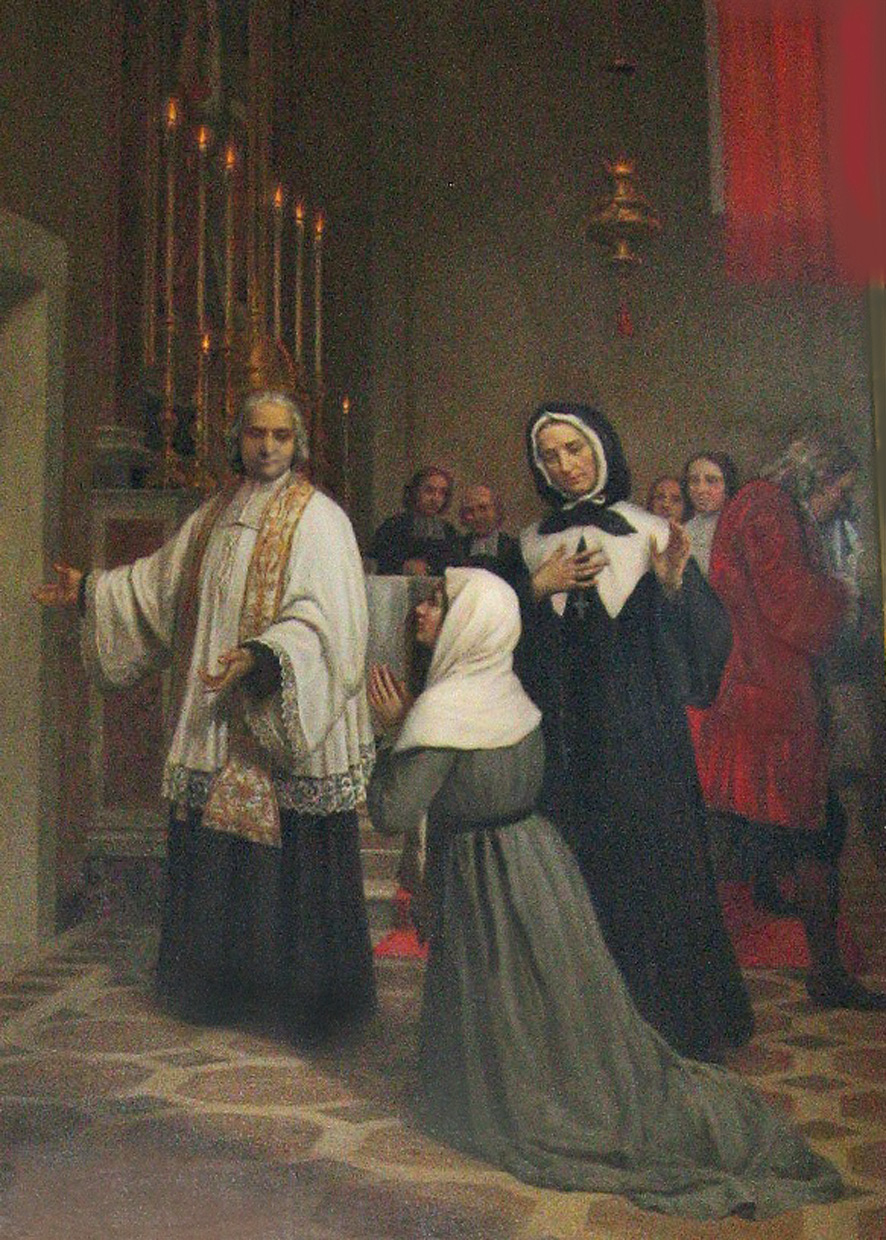
Entrée en réclusion, Peinture de Bottoni, 1908

En 1695, les Sœurs de la Congrégation de Notre-Dame projettent de construire une chapelle attenant à leur couvent. Jeanne défraie la majeure partie de la construction à condition qu'on lui aménage un petit logement contigu à la chapelle pour lui servir de reclusoir. Marguerite Bourgeoys, fondatrice des Sœurs de la Congrégation de Notre-Dame, s'en réjouit. Le 5 août 1695, elle entre donc solennellement dans son nouveau reclusoir en présence d'une foule nombreuse. François Dollier de Casson préside la cérémonie.
Jeanne poursuit la vie de prière et de simplicité qu'elle avait connue dans la maison paternelle. Son désir d'austérité et de pénitence est modéré par son directeur. Aussi reçoit-elle occasionnellement des visiteurs, dont son père qui vivra jusqu'à l'âge de 76 ans et sera enterré dans la chapelle où vit sa fille recluse. Jeanne se livre à de longues heures de prière d'adoration eucharistique et de lecture de la Parole de Dieu. La nuit, alors que les religieuses se reposent, elle en profite pour pénétrer dans la chapelle pour adorer au pied du Saint-Sacrement. 

### Spiritualité
La spiritualité de Jeanne Le Ber était à la fois bérullienne et reclusienne. Bérullienne puisque ses directeurs étaient sulpiciens, disciples de Jean-Jacques Olier, lui-même disciple de Pierre de Bérulle. Reclusienne puisqu'elle a puisé son mode de vie dans la tradition des recluses, surtout celles du Moyen Âge. Beaucoup de ces recluses vivaient dans un reclusoir connexe à une église où elles avaient un hagioscope leur donnant vue sur le tabernacle pour l'adoration, et une autre ouverture par où on leur apportait de la nourriture et qui permettait aux gens de confier à la recluse leurs intentions de prière. Adoration eucharistique et intercession caractérisaient leur spiritualité.
Jeanne Le Ber suivit l'exemple de ses devancières. Sa dévotion envers l'Eucharistie était remarquable. À deux Anglais protestants venus la visiter avec Saint-Vallier, évêque de Québec, elle a déclaré que l'Eucharistie était sa pierre d'aimant. Elle avait le souci de ses concitoyens. Aussi avaient-ils souvent recours à son intercession auprès de Dieu, notamment lors de tentatives d'invasion anglaise.

### Travail de brodeuse
Dans son reclusoir, Jeanne ne fait pas que prier, elle travaille. Pendant ses études chez les Ursulines elle avait appris l'art de la broderie. Elle confectionne donc des vêtements sacerdotaux et des linges d'autel qu'elle brode à la perfection, utilisant du fil d'or, d'argent et de soie qu'elle fait venir de France. Certaines de ses pièces sont conservées au musée de la Maison Saint-Gabriel à Pointe St-Charles(Montréal) et à la Basilique Notre-Dame de Montréal. Sont conservés également des vases d'autel dont elle a fait don à plusieurs paroisses.

### Compassion pour les pauvres
Jeanne Le Ber confectionne des vêtements pour les plus démunis alors qu'elle-même porte une tunique grise en haillons et des souliers faits d'épis de maïs. Elle défraie plusieurs pensions pour l'instruction de filles amérindiennes ou pauvres. En 1691, avec son père et son frère Pierre, elle cède une ferme à François Charon de La Barre pour la fondation de l'Hôpital Général. À la veille de mourir, elle donnera le peu qui lui reste.

### Mort et découverte de son corps
Le 3 octobre 1714, à l'âge de 52 ans, Jeanne Le Ber meurt d'une pneumonie. Elle aura vécu trente-quatre années en réclusion, dont quinze dans la maison paternelle. En apprenant son décès, tout Montréal s'ébranle pour voir enfin celle qui veillait sur leur ville. Le sulpicien François Vachon de Belmont prononce un panégyrique vibrant qui sera la première attestation écrite sur la vie extraordinaire de Jeanne Le Ber.
Elle fut inhumée tout d'abord dans la chapelle de la Congrégation de Notre-Dame où elle avait vécu en recluse. Lors de la première exhumation de ses restes et de ceux de son père, en 1822, une fine poussière blanche se dissipa au contact de l'air et on crut avoir perdu toute trace des restes. À une exhumation plus récente, en 1988, on découvrit deux épitaphes surmontant une seule tombe. S'agissait-il du père ou de la fille ou des deux? En 1991, une expertise dévoila qu'il s'agissait des restes d'une seule personne de sexe féminin dont le squelette révélait une usure marquée aux genoux et aux deux incisives centrales, constats d'un agenouillement habituel et d'une brodeuse utilisant ses dents pour couper les fils.
Le 2 février 1992, Jean-Claude Turcotte, alors archevêque de Montréal, reconnaissait par décret les restes mortels de Jeanne Le Ber. Elle repose aujourd'hui à la Chapelle Notre-Dame-de-Bon-Secours, dans le Vieux Montréal, là où repose également sainte Marguerite Bourgeoys.

### Introduction de la cause de Jeanne Le Ber
Le 28 octobre 2015 s'ouvrait à Montréal le procès diocésain en vue de la canonisation de Jeanne Le Ber. La célébration d'ouverture, présidée par l'archevêque de Montréal, Christian Lépine, se tenait à la chapelle Notre-Dame-du-Sacré-Cœur de la basilique Notre-Dame.

## Hommages
La rue Jeanne-Le Ber a été nommée en son honneur en 1994 dans l'ancienne ville de Sainte-Foy, maintenant présente dans la ville de Québec.